# Редькинский сельский округ
Редькинский сельский округ — упразднённая административно-территориальная единица, существовавшая на территории Озёрского района Московской области в 1994—2006 годах.
Редькинский сельсовет был образован в 1924 году в составе Богатищевской волости Каширского уезда Московской губернии путём объединения Верхне-Редькинского и Мало-Редькинского с/с.
В 1926 году Редькинский с/с включал деревни Редькино-Большое и Редькино-Малое, а также посёлок текстильной фабрики «Ока».
В 1929 году Редькинский сельсовет вошёл в состав Каширского района Серпуховского округа Московской области. При этом к нему были присоединены Сеньковский и Смедовский с/с.
14 ноября 1934 года из Редькинского с/с в Клишинский с/с Озёрского района было передано селение Смедово.
7 января 1939 года Редькинский с/с был передан в Озёрский район.
3 июня 1959 года Озёрский район был упразднён и Редькинский с/с был передан в Коломенский район.
1 февраля 1963 года Коломенский район был упразднён и Редькинский с/с вошёл в Коломенский сельский район. 11 января 1965 года Редькинский с/с был возвращён в восстановленный Коломенский район.
13 мая 1969 года Редькинский с/с был передан в восстановленный Озёрский район.
3 февраля 1994 года Редькинский с/с был преобразован в Редькинский сельский округ.
17 июня 1988 года в Редькинском с/о деревни Большое Редькино и Малое Редькино были присоединены к селу Редькино.
В ходе муниципальной реформы 2004—2005 годов Редькинский сельский округ прекратил своё существование как муниципальная единица. При этом все его населённые пункты были переданы в сельское поселение Клишинское.
29 ноября 2006 года Редькинский сельский округ исключён из учётных данных административно-территориальных и территориальных единиц Московской области.